# Etting
Etting és un municipi francès, situat al departament del Mosel·la i a la regió del Gran Est. L'any 2007 tenia 770 habitants.

## Demografia

### Població
El 2007 la població de fet d'Etting era de 770 persones. Hi havia 284 famílies, de les quals 52 eren unipersonals (24 homes vivint sols i 28 dones vivint soles), 88 parelles sense fills, 124 parelles amb fills i 20 famílies monoparentals amb fills.
La població ha evolucionat segons el següent gràfic:
Habitants censats

### Habitatges
El 2007 hi havia 309 habitatges, 292 eren l'habitatge principal de la família, 1 era una segona residència i 16 estaven desocupats. 282 eren cases i 25 eren apartaments. Dels 292 habitatges principals, 253 estaven ocupats pels seus propietaris, 30 estaven llogats i ocupats pels llogaters i 9 estaven cedits a títol gratuït; 4 tenien dues cambres, 29 en tenien tres, 28 en tenien quatre i 231 en tenien cinc o més. 277 habitatges disposaven pel capbaix d'una plaça de pàrquing. A 109 habitatges hi havia un automòbil i a 153 n'hi havia dos o més.

### Piràmide de població
La piràmide de població per edats i sexe el 2009 era:
| Homes | Edats   | Dones |
| ----- | ------- | ----- |
| 0     | 95 o +  | 0     |
| 0     | 90 a 94 | 0     |
| 4     | 85 a 89 | 12    |
| 0     | 80 a 84 | 12    |
| 8     | 75 a 79 | 12    |
| 16    | 70 a 74 | 20    |
| 16    | 65 a 69 | 16    |
| 40    | 60 a 64 | 20    |
| 20    | 55 a 59 | 16    |
| 20    | 50 a 54 | 28    |
| 32    | 45 a 49 | 36    |
| 32    | 40 a 44 | 24    |
| 32    | 35 a 39 | 20    |
| 36    | 30 a 34 | 36    |
| 36    | 25 a 29 | 24    |
| 20    | 20 a 24 | 28    |
| 36    | 15 a 19 | 16    |
| 20    | 10 a 14 | 12    |
| 28    | 5 a 9   | 4     |
| 20    | 0 a 4   | 8     |

## Economia
El 2007 la població en edat de treballar era de 504 persones, 326 eren actives i 178 eren inactives. De les 326 persones actives 297 estaven ocupades (177 homes i 120 dones) i 29 estaven aturades (10 homes i 19 dones). De les 178 persones inactives 53 estaven jubilades, 47 estaven estudiant i 78 estaven classificades com a «altres inactius».

### Ingressos
El 2009 a Etting hi havia 286 unitats fiscals que integraven 755 persones, la mediana anual d'ingressos fiscals per persona era de 18.613 €.

### Activitats econòmiques
Dels 13 establiments que hi havia el 2007, 1 era d'una empresa extractiva, 2 d'empreses de construcció, 1 d'una empresa de transport, 1 d'una empresa d'hostatgeria i restauració, 1 d'una empresa financera, 1 d'una empresa immobiliària, 1 d'una empresa de serveis i 5 d'entitats de l'administració pública.
Dels 3 establiments de servei als particulars que hi havia el 2009, 1 era una oficina bancària, 1 lampisteria i 1 restaurant.
L'any 2000 a Etting hi havia 18 explotacions agrícoles que ocupaven un total de 525 hectàrees.

## Equipaments sanitaris i escolars
El 2009 hi havia 1 escola maternal i 1 escola elemental.

## Poblacions més properes
El següent diagrama mostra les poblacions més properes.